# Vrânceni (okręg Bacău)
Vrânceni – wieś w Rumunii, w okręgu Bacău, w gminie Căiuți. W 2011 roku liczyła 306 mieszkańców.